# معادله اویلر-لاگرانژ
در حساب وردشی، معادلهٔ اویلر-لاگرانژ (به انگلیسی: Euler–Lagrange equation) (که با نام‌هایِ معادلهٔ اویلر یا معادلهٔ لاگرانژ هم شناخته می‌شود.) نام یک معادلهٔ دیفرانسیل شناخته شده‌است. جواب‌هایِ این معادلهٔ دیفرانسیل، تابع‌هایی هستند که یک تابعی معین را تعادلی می‌کنند. این معادلهٔ دیفرانسیل را لئونارد اویلر، ریاضیدانِ سوئیسی و ژوزف لویی لاگرانژ، ریاضیدانِ ایتالیایی در دههٔ ۱۷۵۰ میلادی به دست آوردند.

از آن‌جایی که یک تابعِ مشتق‌پذیر، در نقطهٔ بیشینه یا کمینه‌ی موضعیِ خود تعادلی می‌شود، معادلهٔ اویلر-لاگرانژ، زمانی کاربردی است که بخواهیم مسئله‌ای مربوط به بهینه‌سازی را حل کنیم و در آن یک تابعیِ معین داده شده و می‌خواهیم این تابعی را کمینه یا بیشینه کنیم. این قضیه قابلِ مقایسه با قضیه فرما در حساب دیفرانسیل و انتگرال است که می‌گوید یک تابعِ مشتق‌پذیر، در نقطه‌ای اکسترممِ موضعیِ دارد که مشتق آن صفر شود.

در مکانیک لاگرانژی، به خاطرِ اصلِ همیلتونیِ کمترین کنش، تغییرهایِ یک سیستمِ فیزیکی با جوابِ معادلهٔ اویلر-لاگرانژ برایِ آن رفتارِ آن سیستم توصیف می‌شود. در مکانیک کلاسیک، این اصل معادل با قانون‌هایِ حرکتِ نیوتون است، هر چند که این مزیت را دارد که در هر سیستمی با مختصات تعمیم‌یافته، فرمِ آن تغییر نمی‌کند و در نتیجه برایِ تعمیم دادن بسیار مناسب‌تر است.

## تاریخچه

چهار نقطه از چهار موقعیتِ مختلف بر رویِ سیکلوئید رها می‌شوند، اما همگی در زمانِ یکسانی به پایینِ آن می‌رسند. پیکان‌هایِ آبی، شتابِ نقطه‌ها را در طولِ منحنی نشان می‌دهد. در بالا، نمودارِ زمان-مکان نمایش داده شده است.

معادلهٔ اویلر-لاگرانژ در دههٔ ۱۷۵۰ میلادی، به وسیلهٔ اویلر و لاگرانژ به دست آمد، زمانی که آن‌ها مشغولِ حلِ مسئلهٔ خم هم‌زمانی بودند. مسئلهٔ منحنی هم‌زمانی دربارهٔ این است که چه‌طور می‌توان منحنی‌ای پیدا کرد که اگر از رویِ آن منحنی توپی را رها کنیم، زمانِ رسیدنِ توپ به پایینِ منحنی مقدارِ ثابتی باشد و فرقی نکند که توپ را از چه ارتفاعی از منحنی به پایین رها کرده‌ایم.

لاگرانژ این مسئله را در سال ۱۷۵۵ حل کرد و جواب را برایِ اویلر فرستاد. این دو به کمکِ هم، متدِ لاگرانژ را گسترش دادند و در حلِ مسئله‌هایِ مکانیک به کار گرفتند، تلاشی که در نهایت به خلقِ مکانیک لاگرانژی ختم شد. به علاوه مکاتبه‌هایِ آن‌ها، به خلقِ کاملِ حسابِ وردشی منجر شد. نخستین بار در سالِ ۱۷۶۶، اویلر بود که این نام را برایِ تکنیک‌های‌شان به کار برد.

## صورت معادله
معادلهٔ لاگرانژ، معادله‌ای است که هدفِ حل کردنِ آن، یافتن تابعی چون q است که ویژگی این تابع q، آن است اگر در انتگرالِ زیر قرار بگیرد، آن را اکسترمم می‌کند:
{\displaystyle \displaystyle S(q)=\int _{a}^{b}L(t,q(t),q'(t))\,\mathrm {d} t}
بخش‌هایِ مختلفِ این انتگرال عبارت‌اند از:
- {\displaystyle q}: تابع‌هایِ مختلفی وجود دارند که می‌توانند در داخلِ انتگرال قرار بگیرند. به ازایِ هر کدام از این تابع‌ها، مقدارِ انتگرال (بینِ دو کرانِ آن که مقدارهایی ثابت‌اند)، مقداری متفاوت می‌شود. q تابعی است که می‌خواهیم بیابیم و مقدارِ انتگرال را اکسترمم کند:

{\displaystyle {\begin{aligned}q\colon [a,b]\subset \mathbb {R} &\to X\\t&\mapsto x=q(t)\end{aligned}}}
که q مشتق‌پذیر است و q(a) = xa , q(b) = xb.
- {\displaystyle q'}: مشتقِ تابعِ q است.

{\displaystyle {\begin{aligned}q'\colon [a,b]&\to T_{q(t)}X\\t&\mapsto v=q'(t)\end{aligned}}}
که TX کلاف مماسیِ X است. (فضایِ مقدارهایِ ممکنِ مشتق‌هایِ تابع‌هایی که مقدارشان در X قرار دارد.)
- {\displaystyle L}: تابعی است که مشتق‌هایِ جزئیِ آن پیوسته‌اند:

{\displaystyle {\begin{aligned}L\colon [a,b]\times X\times TX&\to \mathbb {R} \\(t,x,v)&\mapsto L(t,x,v).\end{aligned}}}
L تابعی است ثابت و معین که به عنوانِ ورودیِ یک تابعِ دلخواهِ دیگر را (به همراهِ مشتق آن تابع) گرفته و ترکیبی از این تابع و مشتق‌اش را به عنوانِ خروجی ارائه می‌کند.
در این صورت معادلهٔ اویلر-لاگرانژ، معادلهٔ زیر است که هر تابعِ qای که در آن صدق کند، مقدارِ انتگرال را اکسترمم می‌کند:
{\displaystyle L_{x}(t,q(t),q'(t))-{\frac {\mathrm {d} }{\mathrm {d} t}}L_{v}(t,q(t),q'(t))=0.}
در رابطهٔ بالا، Lx مشتقِ جزئیِ L نسبت به {\displaystyle q} و Lv مشتقِ جزئیِ L نسبت به {\displaystyle q'} می‌باشد.

## مثال
یک مثالِ استاندارد این است که تابعی پیدا کنید که از نقطهٔ a به نقطهٔ b برود و کمترین مسیرِ ممکن را طی کند. (f(a) = c و f(b) = d) اولین کاری که باید بکنیم، این است که انتگرالی پیدا کنیم که حلِ آن طولِ مسیر را به دست بدهد. به این ترتیب با مشتقِ جزئی گرفتن از انتگرال‌ده، می‌توانیم تابعی که انتگرال را کمینه یا بیشینه می‌کند بیابیم.
{\displaystyle \ell (f)=\int _{a}^{b}dl}
dl که طولِ یک جزء از مسیر است به کمکِ قضیه فیثاغورس به شکلِ زیر به دست می‌آید:
{\displaystyle dl^{2}=dx^{2}+dy^{2}}
با جایگذاریِ آن در انتگرال داریم:
{\displaystyle \ell (f)=\int _{a}^{b}{\sqrt {dx^{2}+dy^{2}}}}
اگر از dx فاکتور بگیریم و آن را از زیرِ رادیکال بیرون بیاوریم و به یاد داشته باشیم که dy/dx همان مشتق تابعِ f است، در نهایت رابطهٔ زیر را خواهیم داشت:
{\displaystyle \ell (f)=\int _{a}^{b}{\sqrt {1+(f'(x))^{2}}}\,\mathrm {d} x,}
با توجه به نتیجهٔ بالا در این مثال {\displaystyle L\left(x,y,y'\right)={\sqrt {1+y'^{2}}}} تابعی است که باید از آن انتگرال‌گیری کنیم. حال به کمکِ رابطهٔ اویلر-لاگرانژ باید تابعِ yای را پیدا کنیم که انتگرالِ L را کمینه می‌کند. مشتق‌هایِ جزئیِ L عبارت‌اند از:
{\displaystyle {\frac {\partial L(x,y,y')}{\partial y'}}={\frac {y'}{\sqrt {1+y'^{2}}}}\quad {\text{and}}\quad {\frac {\partial L(x,y,y')}{\partial y}}=0.}
با جایگذاریِ این دو مقدار در معادلهٔ اویلر-لاگرانژ، به دست می‌آوریم:
{\displaystyle {\begin{aligned}{\frac {\mathrm {d} }{\mathrm {d} x}}{\frac {f'(x)}{\sqrt {1+(f'(x))^{2}}}}&=0\\{\frac {f'(x)}{\sqrt {1+(f'(x))^{2}}}}&=C={\text{constant}}\\\Rightarrow f'(x)&={\frac {C}{\sqrt {1-C^{2}}}}:=A\\\Rightarrow f(x)&=Ax+B\end{aligned}}}
به عبارت دیگر، ثابت کردیم که کوتاه‌ترین مسیر ممکن بینِ دو نقطه، خطِ راستی است که از این دو می‌گذرد.

## کاربرد در مکانیک کلاسیک

### روش پایه
برای اینکه معادلهٔ حرکت را برای یک سیستم معین (شرط آن است که سیستم پایستار باشد) به دست آوریم، به کمک این معادله می‌توانیم از این روش بهره ببریم:
- ابتدا به کمک انرژی جنبشی {\displaystyle T} و انرژی پتانسیل {\displaystyle V} لاگرانژین را حساب کنیم {\displaystyle L=T-V}.
- طبق اصل همیلتون، انتگرال زیر که انتگرال لاگرانژی است باید مینیمم باشد:

{\displaystyle \displaystyle S(q)=\int _{a}^{b}L(t,q(t),q'(t))\,\mathrm {d} t}
می‌دانیم که این انتگرال زمانی مینیمم می‌شود که معادلهٔ اویلر–لاگرانژ برقرار باشد.
- {\displaystyle {\frac {\partial L}{\partial q}}} را محاسبه نماییم.
- {\displaystyle {\frac {\partial L}{\partial {\dot {q}}}}} را محاسبه کنیم و به کمک آن {\displaystyle {\frac {\mathrm {d} }{\mathrm {d} t}}{\frac {\partial L}{\partial {\dot {q}}}}} را بیابیم. مهم است که با {\displaystyle {\dot {q}}} همچون یک تابع مستقل برخورد کنیم نه همچون مشتق یک تابع دیگر.
- {\displaystyle {\frac {\partial L}{\partial q}}={\frac {\mathrm {d} }{\mathrm {d} t}}{\frac {\partial L}{\partial {\dot {q}}}}} را به دست می‌آوریم که همان معادلهٔ اویلر–لاگرانژ است.

### ذره در میدان نیروی پاستار
حرکت یک ذرهٔ منفرد تحت میدانِ یک نیروی پایستار (مثلاً تحتِ نیروی گرانش) به کمک اصل همیلتون معین می‌شود که می‌گوید در هر حرکت فیزیکی، کنش همواره کمینه خواهد بود. رابطهٔ کنش برای سیستم تک‌ذره‌ای فعلی عبارت است از:
{\displaystyle S=\int _{t_{0}}^{t_{1}}L(t,\mathbf {x} (t),\mathbf {\dot {x}} (t))\,\mathrm {d} t}
که (x(t مکان ذره در زمان t است و نقطهٔ بالای یک متغیر از نمادگذاری نیوتون به دست آمده و منظور از آن مشتق زمانی یک متغیر است. به عبارت دیگر (ẋ(t نشان‌دهندهٔ همان سرعت (v(t است. در معادلهٔ بالا L نشان‌دهندهٔ لاگرانژین است (تفاضل انرژی جنبشی و انرژی پتانسیل) که از رابطهٔ زیر به دست می‌آید:
{\displaystyle L(t,\mathbf {x} ,\mathbf {v} )={\frac {1}{2}}m\sum _{i=1}^{3}v_{i}^{2}-U(\mathbf {x} ),}
که در آن:
- m جرم ماده است که در مکانیک کلاسیک ثابت فرض می‌شود.
- vi مؤلفهٔ i-اُم بردار سرعت v در دستگاه مختصات دکارتی است. (از همین نمادگذاری برای مؤلفه‌های بردارهای دیگر هم استفاده می‌شود.)
- U پتانسیل نیروهای پایستار است.

در این حالت، لاگرانژین تابع صریح آرگومان اول خود (t) محسوب نمی‌شود. بنا به قضیهٔ نودر، چنین تقارنی در سیستم از قانون‌های پایستگی ناشی می‌شود. به شکلِ خاص، عدم وابستگی لاگرانژین به زمان، پایستگی انرژی را نتیجه می‌دهد.

اگر از لاگرانژین بالا، مشتق پاره‌ای بگیریم خواهیم داشت:
{\displaystyle {\frac {\partial L(t,\mathbf {x} ,\mathbf {v} )}{\partial x_{i}}}=-{\frac {\partial U(\mathbf {x} )}{\partial x_{i}}}=F_{i}(\mathbf {x} )\quad {\text{and}}\quad {\frac {\partial L(t,\mathbf {x} ,\mathbf {v} )}{\partial v_{i}}}=mv_{i}=p_{i},}
که نیرو برابر است با F = −∇U (منفی گرادیان انرژی پتانسیل) که از تعریف انرژی پایستار نتیجه می‌شود و p تکانه می‌باشد. با این جایگذاری‌ها در معادلهٔ اویلر لاگرانژ، در نهایت به یک معادلهٔ دیفرانسیل مرتبهٔ دوم برای مسیر حرکت ذره می‌رسیم:
{\displaystyle F_{i}(\mathbf {x} (t))={\frac {\mathrm {d} }{\mathrm {d} t}}m{\dot {x}}_{i}(t)=m{\ddot {x}}_{i}(t),}
که صورت‌بندی قانون دوم نیوتون است. به عبارت دیگر معادلهٔ اویلر-لاگرانژ، صورت‌بندی دیگری برای معادلهٔ دوم حرکت نیوتون است.

## اثبات معادله در یک بعد

نمونه‌ای از اختلال سه‌بعدی که در آن ضمن حفظ وضعیت تابع در مرزها، وضعیت آن در قسمت‌های دیگر تغییر می‌کند.

اثباتِ حالت یک‌بعدی معادلهٔ اویلر-لاگرانژ یکی از اثبات‌های کلاسیک در تاریخ ریاضیات است. این اثبات مبتنی بر لم بنیادین حساب وردشی است.
می‌خواهیم تابع‌ای همچون {\displaystyle f} را بیابیم که دارای این دو ویژگی باشد:
1. در شرایط مرزی معین روبه‌رو صدق کند: {\displaystyle f(a)=A} و {\displaystyle f(b)=B}
2. تابعی زیر را اکسترمم کند:

{\displaystyle J=\int _{a}^{b}F(x,f(x),f'(x))\,\mathrm {d} x\ .\,\!}
به علاوه فرض می‌کنیم که {\displaystyle F} دارای مشتق‌های مرتبهٔ اول پیوسته باشد. (می‌شد این فرض را در نظر نگرفت و تنها مشکلی که پیش می‌آید، آن است که اثبات دشوارتر می‌شود.)

اگر {\displaystyle f} با حفظ شرایط مرزی، تابعیِ فوق را اکسترمم کند، پس هر اختلال کوچک در f (یعنی تغییر کردن مقدار f در نقطه‌های غیرمرزی حتی به مقدار کوچک) باعث می‌شود که مقدار {\displaystyle J} یا کمتر شود (اگر {\displaystyle f} ماکسیمم‌کننده بوده باشد) یا زیادتر. (اگر {\displaystyle f} مینیمم‌کننده بوده باشد)

فرض کنیم تابعی که از اختلال روی {\displaystyle f} ایجاد می‌شود به این فرم باشد: {\displaystyle g_{\varepsilon }(x)=f(x)+\varepsilon \eta (x)} که {\displaystyle \varepsilon } عددی ثابت با مقداری کوچک است و {\displaystyle \eta (x)} تابعی مشتق‌پذیر است که اگر بخواهد شرایط مرزی {\displaystyle f} را تغییر ندهد، لزوماً باید در این شرط صدق کند: {\displaystyle \eta (a)=\eta (b)=0}. حال تعریف می‌کنیم:
{\displaystyle J_{\varepsilon }=\int _{a}^{b}F(x,g_{\varepsilon }(x),g_{\varepsilon }'(x))\,\mathrm {d} x=\int _{a}^{b}F_{\varepsilon }\,\mathrm {d} x\,\!}
که در آن: {\displaystyle F_{\varepsilon }=F(x,\,g_{\varepsilon }(x),\,g_{\varepsilon }'(x))} .
حال آنچه که باید محاسبه کنیم، مشتق کل {\displaystyle J_{\varepsilon }} نسبت به ε است.
{\displaystyle {\frac {\mathrm {d} J_{\varepsilon }}{\mathrm {d} \varepsilon }}={\frac {\mathrm {d} }{\mathrm {d} \varepsilon }}\int _{a}^{b}F_{\varepsilon }\,\mathrm {d} x=\int _{a}^{b}{\frac {\mathrm {d} F_{\varepsilon }}{\mathrm {d} \varepsilon }}\,\mathrm {d} x}
از قاعده‌های مشتق تام داریم:
{\displaystyle {\begin{aligned}{\frac {\mathrm {d} F_{\varepsilon }}{\mathrm {d} \varepsilon }}&={\frac {\mathrm {d} x}{\mathrm {d} \varepsilon }}{\frac {\partial F_{\varepsilon }}{\partial x}}+{\frac {\mathrm {d} g_{\varepsilon }}{\mathrm {d} \varepsilon }}{\frac {\partial F_{\varepsilon }}{\partial g_{\varepsilon }}}+{\frac {\mathrm {d} g_{\varepsilon }'}{\mathrm {d} \varepsilon }}{\frac {\partial F_{\varepsilon }}{\partial g_{\varepsilon }'}}\\&={\frac {\mathrm {d} g_{\varepsilon }}{\mathrm {d} \varepsilon }}{\frac {\partial F_{\varepsilon }}{\partial g_{\varepsilon }}}+{\frac {\mathrm {d} g'_{\varepsilon }}{\mathrm {d} \varepsilon }}{\frac {\partial F_{\varepsilon }}{\partial g'_{\varepsilon }}}\\&=\eta (x){\frac {\partial F_{\varepsilon }}{\partial g_{\varepsilon }}}+\eta '(x){\frac {\partial F_{\varepsilon }}{\partial g_{\varepsilon }'}}\ .\\\end{aligned}}}
بنابراین:
{\displaystyle {\frac {\mathrm {d} J_{\varepsilon }}{\mathrm {d} \varepsilon }}=\int _{a}^{b}\left[\eta (x){\frac {\partial F_{\varepsilon }}{\partial g_{\varepsilon }}}+\eta '(x){\frac {\partial F_{\varepsilon }}{\partial g_{\varepsilon }'}}\,\right]\,\mathrm {d} x\ .}
اگر ε = 0 باشد، در این صورت gε = f، Fε = F(x, f(x), f'(x)) و Jε  دارای مقدار اکسترمم می‌باشد:
{\displaystyle {\frac {\mathrm {d} J_{\varepsilon }}{\mathrm {d} \varepsilon }}{\bigg |}_{\varepsilon =0}=\int _{a}^{b}\left[\eta (x){\frac {\partial F}{\partial f}}+\eta '(x){\frac {\partial F}{\partial f'}}\,\right]\,\mathrm {d} x=0\ .}
در گام بعدی از انتگرال‌گیری جزء به جزء برای جملهٔ دوم انتگرال‌ده بهره می‌بریم و خواهیم داشت:
{\displaystyle \int _{a}^{b}\left[{\frac {\partial F}{\partial f}}-{\frac {\mathrm {d} }{\mathrm {d} x}}{\frac {\partial F}{\partial f'}}\right]\eta (x)\,\mathrm {d} x+\left[\eta (x){\frac {\partial F}{\partial f'}}\right]_{a}^{b}=0\ .}
به کمک شرط‌های مرزیِ {\displaystyle \eta (a)=\eta (b)=0} خواهیم داشت:
{\displaystyle \int _{a}^{b}\left[{\frac {\partial F}{\partial f}}-{\frac {\mathrm {d} }{\mathrm {d} x}}{\frac {\partial F}{\partial f'}}\right]\eta (x)\,\mathrm {d} x=0\ .\,\!}
و حال بهره‌گیری از لم بنیادین حساب وردشی به سادگی نتیجهٔ دلخواهِ ما را به دست می‌دهد:
{\displaystyle {\frac {\partial F}{\partial f}}-{\frac {\mathrm {d} }{\mathrm {d} x}}{\frac {\partial F}{\partial f'}}=0\ .}